# آزاد توپتیک
آزاد توپتیک (انگلیسی: Azad Toptik؛ زادهٔ ۱۲ فوریهٔ ۱۹۹۹) بازیکن فوتبال اهل آلمان است.
از باشگاه‌هایی که در آن بازی کرده‌است می‌توان به باشگاه فوتبال قاسم‌پاشا اسپور اشاره کرد.
وی همچنین در تیم‌های ملی فوتبال جوانان ترکیه و Turkey national under-19 football team بازی کرده‌است.